# 中瀨拙夫
中瀨拙夫（1884年6月10日—1969年3月19日），東京帝國大學獨法科畢業，日本昭和初期之日本政府官員，本籍日本長崎縣。中瀨拙夫於1932年3月15日以專賣局長身分接替平山泰，於台灣擔任台北州知事，管轄今臺北市、新北市、宜蘭縣及基隆市等地的行政事務。